# Connie Willis
Constance Elaine Trimmer Willis, conhecida como Connie Willis, (Denver, 31 de dezembro de 1945) é uma escritora estadunidense de ficção científica e uma das mais prestigiadas e premiadas escritoras do gênero. Ganhou onze Prêmios Hugo e sete Prêmios Nebula.
Foi incluída no Hall da Fama da Ficção Científica em 2009 e foi nomeada pela Science Fiction Writers of America para o prêmio Damon Knight Memorial Grand Master em 2011.

## Biografia

### Vida pessoal
Connie nasceu em Denver, Colorado, em 1945. Formou-se em inglês e educação infantil pela Colorado State College (atual Universidade do Norte do Colorado) em 1967. Atualmente reside em Greeley, Colorado, com seu marido, Courtney Willis, professor aposentado de física da Universidade do Norte do Colorado.

### Carreira

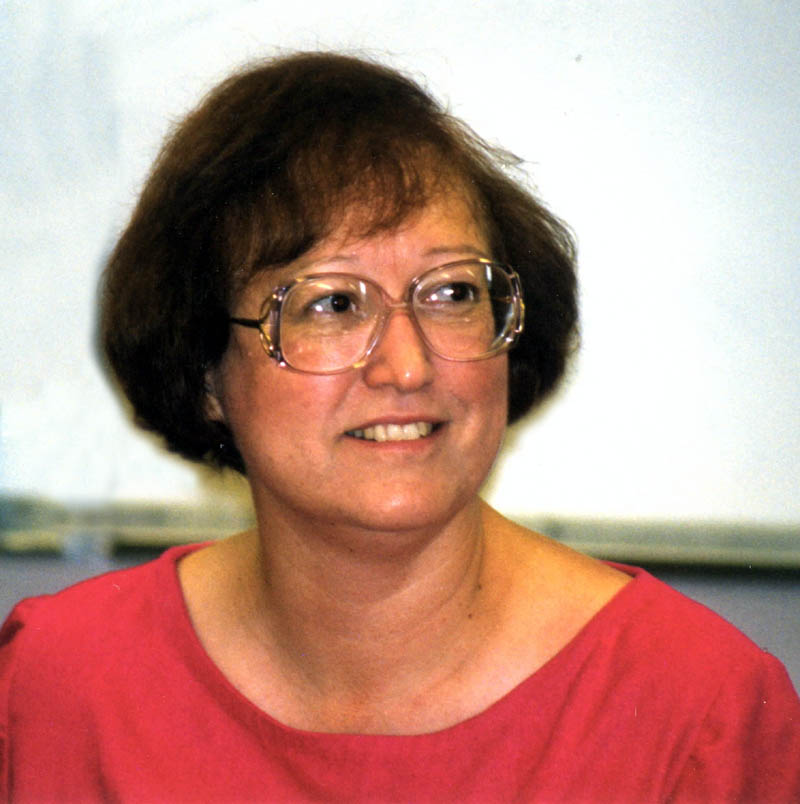
Connie Willis na Clarion West, 1998

Em 1971, publicou sua primeira história de ficção científica, "The Secret of Santa Titicaca", na revista Worlds of Fantasy. Ainda publicaria outros sete contos antes de ter seu primeiro livro, Water Witch, publicado pela editora Ace Books em 1982. No mesmo ano, depois de conseguir um subsídio da agência National Endowment for the Arts, ela largou o emprego de professora e tornou-se escritora em tempo integral.
Sua obra se caracteriza por histórias complexas, humor seco e forte empatia. Sua escrita costuma explorar a ficção científica soft, mas também explora temas da ficção científica hard, como viagens interestelares e cenários pós-apocalípticos. Outros temas favoritos da autora são viagem no tempo, histórias de natal e as interseções entre o cinema e a realidade.

## Prêmios
Em 1983, ganhou dois Nebulas: um pelo conto “A Letter from the Clearys” e outro pela noveleta “Fire Watch”, a qual, alguns meses mais tarde, também ganharia um Hugo. Em 1989, seu romance The Last of the Winnebagos ganhou tanto o Nebula quanto o Hugo. Em 1990, ganhou outro Nebula por sua noveleta “At the Rialto”. Em 1993, seu romance Doomsday Book e seu conto “Even the Queen” ganharam o Nebula e o Hugo. Ela ainda ganhou um Hugo em 1994 por seu conto “Death on the Nile”, outro em 1997 pelo conto “The Soul Selects Her Own Society”, outro em 1999 pelo romance To Say Nothing of the Dog, outro em 2000 por "The Winds of Marble Arch", outro em 2006 pelo romance Inside Job e ainda outro em 2008 pelo romance All Seated on the Ground.
Em 2011, seu livro mais recente, o romance de dois volumes Blackout/All Clear, ganhou os prêmios Nebula e Hugo. Em 2009, ela foi eleita para o Science Fiction Hall of Fame e, em 2011, foi eleita Grand Master da Science Fiction Writers of America (SFWA).
Todo estes prêmios fazem dela a escritora mais homenageada na história da ficção científica e a única pessoa a ter sido premiada com dois Nebulas e dois Hugos no mesmo ano.

### Romances e novelas
- Water Witch (1982) – com Cynthia Felice
- Lincoln's Dreams (1987)
- Light Raid (1989) – com Cynthia Felice
- Doomsday Book (1992)
- Remake (1994)
- Uncharted Territory (1994)
- Bellwether (1996)
- Promised Land (1997) – with Cynthia Felice
- To Say Nothing of the Dog (1998)
- Passage (2001)
- Inside Job (2005)
- D.A. (2007)
- All Seated on the Ground (2007)
- Blackout/All Clear (2010)
- All Clear (2010)
- All About Emily (2011)
- Crosstalk (2016)

### Coletâneas de Contos
- Fire Watch
- Impossible Things
- Miracle and Other Christmas Stories
- The Best of Connie Willis.

### Ensaios
- On Ghost Stories (1991)
- Foreword (1998)
- Introduction (1999)
- The Nebula Award for Best Novel (1999)
- The 1997 Author Emeritus: Nelson Bond (1999)
- The Grand Master Award: Poul Anderson (1999)
- A Few Last Words to Put It All in Perspective (1999)